# Cécile Avezou
Pour les articles homonymes, voir Avezou.
Cécile Avezou, née Cécile Le Flem le 18 décembre 1971 à Igny, est une grimpeuse française.

## Biographie
Cécile Le Flem commence l'escalade à l'âge de 18-20 ans[réf. nécessaire] alors qu'elle est étudiante en STAPS. Elle participe à ses premières compétitions en 1993 à l'âge de 22 ans. Elle progresse rapidement et gagne ses premières grandes compétitions d'escalade en vitesse et en difficulté. 
Elle suspend brièvement sa carrière en 1999 pour se marier à son conjoint Pascal Avezou en mai puis donner naissance à son premier enfant, Léo Avezou, en août. Elle reprend immédiatement[Quand ?] la compétition, toujours sous le nom de Cécile Le Flem, puis[Quand ?] met fin à sa carrière avec la naissance de ses deux autres enfants, Sam et Zélia.
Mais son goût du défi et sa passion pour l'escalade la conduisent à reprendre la compétition en 2008, sous le nom de Cécile Avezou cette fois. Elle atteint à nouveau le plus haut niveau et intègre rapidement l'équipe de France de bloc. À 40 ans, elle obtient le titre de vice-championne du monde d'escalade au combiné (difficulté, vitesse et bloc).

## Palmarès
Cécile Avezou est une grimpeuse de l'équipe de France très polyvalente.

### Championnats du monde
- 2012 à Paris,  France
  -  Médaille d'argent en combiné difficulté-bloc-vitesse
- 2012 à Paris,  France
  - 4e en Bloc
- 1995 à Genève,  Suisse
  -  Médaille d'argent en vitesse

### Coupe du monde d'escalade
- coupe du monde de Bloc en 2012, étape Chongqing  Chine, 5e
- coupe du monde de Bloc en 2010, étape en  Suisse, 4e
- coupe du monde de Bloc en 2009, étape aux  Pays-Bas, 5e
- coupe du monde de Bloc en 2000, étape de Chamonix,  France, 2e

### Championnats d'Europe
- 1998 à Nuremberg,  Allemagne
  -  Médaille d'or en vitesse
- 1996 à Paris,  France
  -  Médaille d'or en vitesse

### Championnats de France
- Vice Championne de France en 2012, en bloc
- Vice Championne de France en 2009, en bloc
- Championne de France en 1998, en difficulté
- Championne de France en 1996, en difficulté